# Stenskär, Borgå
För andra betydelser, se Stenskär (olika betydelser).
Stenskär är en ö i Finland. Den ligger i Finska viken och i kommunen Borgå i den ekonomiska regionen  Borgå i landskapet Nyland, i den södra delen av landet. Ön ligger omkring 43 kilometer öster om Helsingfors. 
Öns area är 1,2 hektar och dess största längd är 190 meter i öst-västlig riktning.